# Visconde de Porto Covo da Bandeira
Visconde de Porto Covo da Bandeira foi um título nobiliárquico criado pelo rei D. João VI de Portugal, por decreto de 19 de janeiro de 1825, em favor de Joaquim da Costa Bandeira, antes 2.º barão de Porto Covo da Bandeira e depois 1.° conde de Porto Covo da Bandeira.
Titulares
1. Joaquim da Costa Bandeira, 2.º barão de Porto Covo da Bandeira, 1.º visconde e 1.º conde de Porto Covo da Bandeira;
2. Félix Bernardino da Costa Lobo Bandeira, 2.º visconde e 2.º conde de Porto Covo da Bandeira.